# Endolit

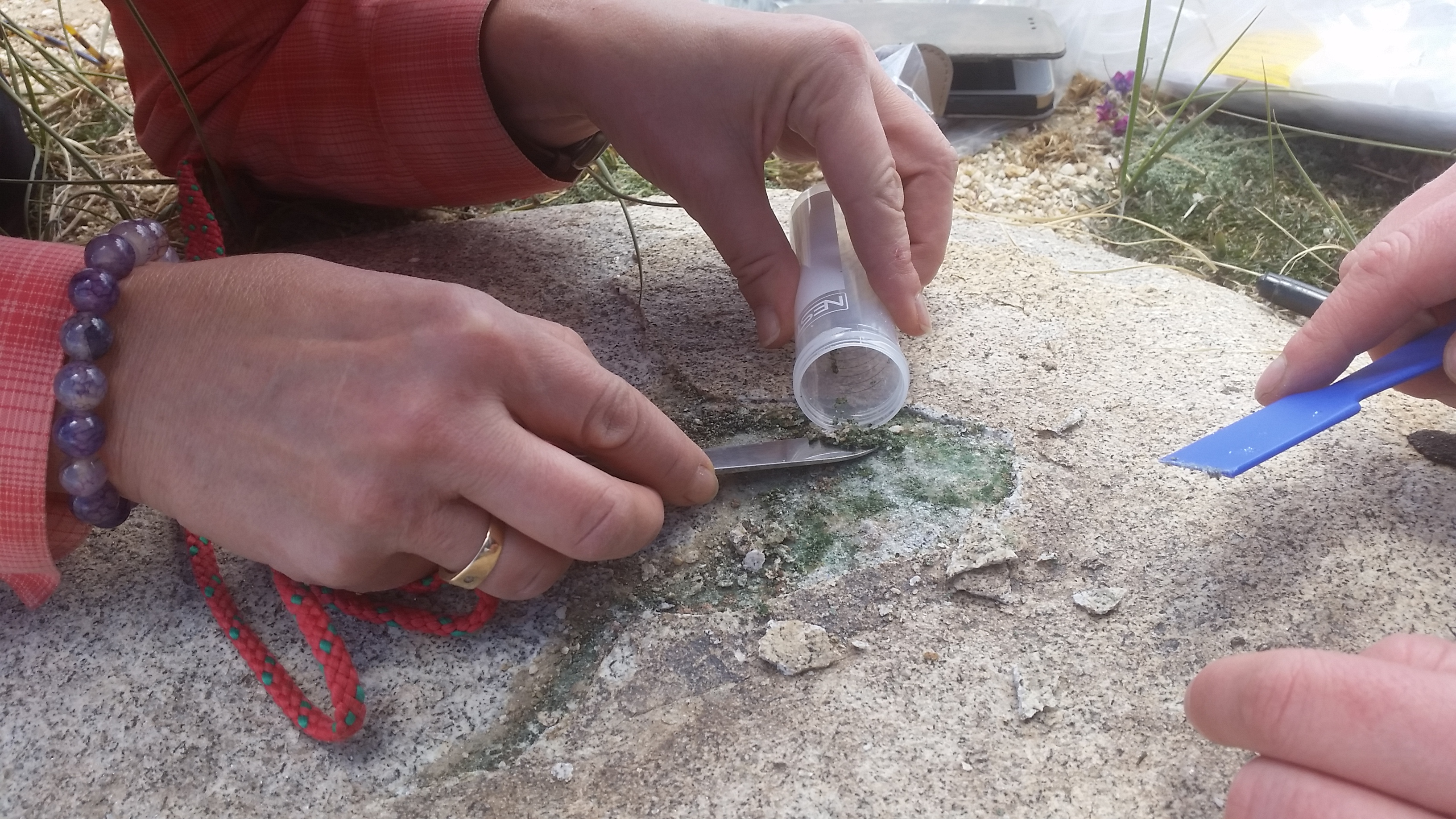
Endolityczne sinice

Endolit – organizm, który żyje wewnątrz skał, a dokładniej w porach między ziarnami skał, także w porach muszli lub szkieletów koralowców. Do endolitów należą niektóre gatunki archeonów, bakterii, glonów, grzybów, porostów i Amoebozoa. Liczne gatunki endolitów to ekstremofile, czyli organizmy żyjące w skrajnie trudnych dla życia warunkach. Endolity znajdowano na skałach na Antarktydzie (w pobliżu powierzchni skał), ale także w skałach znajdujących się w ziemi na głębokości 3 km. Stanowią obiekt zainteresowania astrobiologów, którzy przypuszczają, że organizmy takie mogłyby żyć również na innych ciałach niebieskich poza Ziemią.
Większość endolitów jest autotrofami – substancje organiczne budujące ich ciało i niezbędne do ich życia uzyskują z przetwarzania substancji nieorganicznych. Nie do końca zbadano, czy pozyskują je bezpośrednio ze skały, czy pośrednio – najpierw rozkładając ją wydzielanymi kwasami. Ponieważ żyją w środowisku, w którym jest bardzo mało wody i pierwiastków niezbędnych do życia, mają bardzo wolną przemianę materii. W niektórych przypadkach ich komórki dzielą się z częstotliwością raz na sto lat. Wiele swojej energii przeznaczają na naprawę uszkodzeń komórek spowodowanych przez promieniowanie kosmiczne, bardzo mało na rozrodczość i wzrost.   
Wśród endolitów wyróżnia się 3 grupy:
- hasmoendolity – kolonizują pęknięcia i szczeliny w skałach
- euendolity – aktywnie wnikają do wnętrza skał i wytwarzają szczeliny dostosowane do ich rozmiaru i kształtu ciała
- kryptoendolity – kolonizują ubytki strukturalne w porowatych skałach, w tym ubytki wytworzone i opuszczone przez euendolity